# Roberto Lázaro García
Roberto Lázaro García (Sòria, 1964) és un cineasta i docent universitari espanyol. Es llicencià en ciències de la informació per la Universitat Complutense de Madrid, doctorat en comunicació audiovisual i publicitat. També ha fet estudis a l'Escola de Cinema de San Antonio de los Baños (Cuba). El 1993 va ingressar com a professor de cicles formatius de grau superior d'imatge, realització i producció donant classes de mòduls sobre cinema i educació. També ha participat en diversos projectes solidaris com l'Escola de Cinema del Sàhara Occidental, amb col·laboració de l'AECID i el Ministeri de Cultura de la República Àrab Sahrauí Democràtica (RASD).
Com a cineasta, començà treballant en el departament editorial de les pel·lícules A solas contigo (1990) i El día que nací yo (1990). El 1995 debutà com a director amb el curtmetratge Cien años de cine, guanyador del premi al millor guió al Festival de Cinema de l'Alfàs del Pi El 1996 va guanyar el Goya al millor curtmetratge de ficció amb La viga. No va tornar a rodar cap pel·lícula fins al 2000, quan va realitzar el llargmetratge Leyenda de fuego amb Angie Cepeda i Javier Gurruchaga. El 2017 va estrenar el seu segon llargmetratge, Sanfelices.